# Cranberry Isles
Cranberry Isles è un comune degli Stati Uniti d'America, situato nello Stato del Maine, nella contea di Hancock, costituito da cinque isole che si trovano a est dell'Isola di Mount Desert.
- Great Cranberry Island, 4,25 km²
- Little Cranberry Island, 2 km²
- Bear Island, 0,4 km²
- Sutton Island, 1 km²
- Baker Island, 0,6 km²[1]

Solo le prime due sono abitate stabilmente da un totale di 141 abitanti secondo il censimento 2010. Durante l'estate gli abitanti aumentano; sulle isole si contano circa 350 case. Il servizio postale è assicurato dalla
Beal & Bunker Inc.
Le isole devono il nome per la grande quantità di cespugli di ossicocco (cranberry in inglese).